# بخش استنونگسوند
بخش استنونگسوند (به سوئدی: Stenungsunds kommun) یک ناحیه شهری در سوئد است که در شهرستان وسترا گوتلاند واقع شده‌است.

## خواهرخوانده
شهرهای Walvis Bay, Frederiksværk، هویتینن و Odda خواهرخوانده‌های بخش استنونگسوند هستند.